# Браун, Карл (политик)
Александр Карл Герман Браун (10 мая 1807, Плауэн, Королевство Саксония — 23 марта 1868) — немецкий либеральный политик, юрист, государственный деятель, министр юстиции (1848—1849), глава правительства королевства Саксония (16 марта 1848 — 24 февраля 1849).

## Биография
Юрист по образованию. В 1839 году был избран членом, а в 1845 году — президентом нижней палаты саксонского ландтага. Проводил активную кампанию за модернизацию судебной системы королевства Саксония.
Во время Революции 1848—1849 годов в Германии, после отставки премьер-министра Юлиуса Трауготта фон Кённерица, 16 марта 1848 назначен глава правительства королевства Саксония, одновременно стал министром юстиции. Из-за расхождений с радикальной частью нижней палаты саксонского ландтага подал в отставку и ушёл со своих постов.
В 1849—1850 год снова был избран членом парламента Саксонии. В 1850 году возглавлял администрацию г. Плауэн.
В 1867 году — член Учредительного Рейхстага (Северогерманского союза) от Саксонии.